# FC Gifu
FC Gifu (jap. FC岐阜 Efu Shī Gifu) – japoński klub piłkarski grający w J-League, Div 2. Klub ma siedzibę w Gifu w prefekturze Gifu, w regionie Chūbu.